# Крушедолски събор
Крушедолският църковно-народен събор се провежда на 6 януари 1708 г. в Крушедолския манастир. 
Начело на събора е печкият патриарх Арсений III Църноевич, който носи титула „Отца и оучителя Сръблем и Блъгаром“,.
На Крушедолския събор основна тема е връзката на народа и участващите йерарси в правоприемствен план с Печката патриаршия. След дебати и спор, надделява мнението на митрополит Стефан Метиохиеца, т.е. на Метохия, срещу тезата на бъдещия първи крушедолски митрополит Исая Гребовеца, родом от село около Сланкамен, че е редно да се избере нов йерарх/патриарх на народа и да се организира на място друга църковна юрисдикция, т.е. и патриаршия на военната граница и на територия вече на Свещената Римска империя – след сключения Карловицки договор. 
На 3 март 1707 г. Виенската имперска канцелария одобрява църковно-народното решение, но не допуска църковния православен йерарх на народа, избягал по време на т.нар. голямо сръбско преселение, да носи титула „патриарх“, а само да се титулова „крушедолски митрополит“. 
По време на последващата австро-турска война (1716 – 1718), Крушедолският манастир изгаря и Православната архиепископия се мести в Сремски Карловци, като църковният водач вече носи титула Карловачки митрополит или митрополит на Карловци.
Предходно, по време на голямата турска война, и след голямото преселение отвъд Дунава (последвало карпошовото въстание), се организира един пръв събор в Бая. На този събор в днешния унгарски град Бая от 1694 г. се иска територия за заселване на избягалите православни християни от Балканите по военната граница, а именно в т.нар. кумановско поле в Бачка, в Срем, в Славония, в Банат и в т.нар. кулинско поле в Арадско, Трансилвания, които територии по това време са спорни османо-хабсбургски, и такива на военни действия. Преселниците получават отрицателен отговор от австрийските Хабсбурги поради опасения на последните, че предводителите и част от преселниците може да са османски протежета и шпиони. 